# Бальфугона-да-Балаге
Бальфугона-да-Балаге (Vallfogona de Balaguer) — муніципалітет в Іспанії, у складі Комарка Ногера, у провінції Леріда, Каталонія.
Економіка заснована на сільському господарстві, зокрема, на вирощуванні зернових. Пам’ятки включають парафіяльну церкву Св. Архангела Михаїла (18 ст.) і замок з романською каплицею (реставрованою в 18 ст.) і квадратною вежею ісламського походження.